# Marszczenie

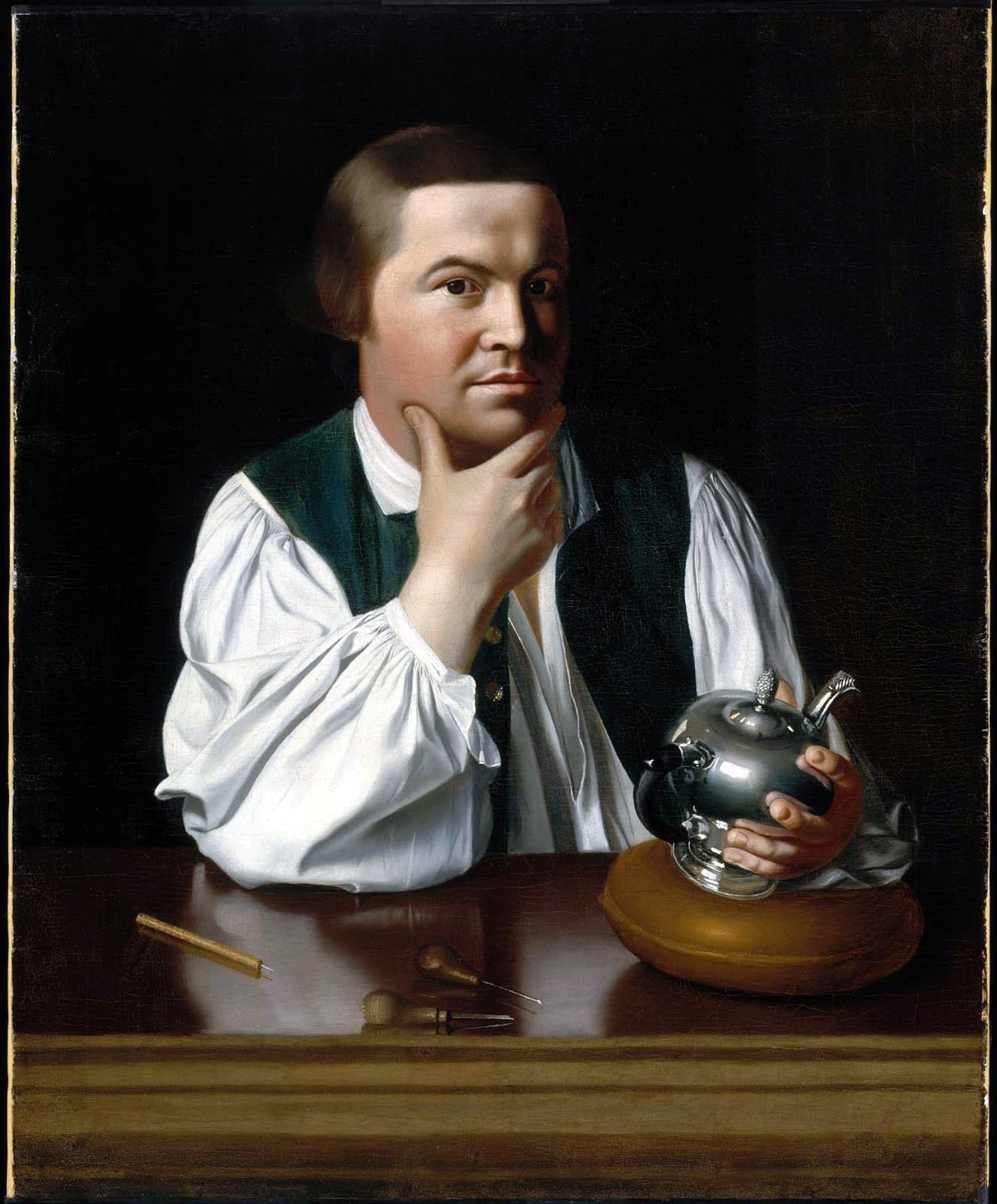
Paul Revere w koszuli marszczonej na ramieniu i mankietach, 1776 r.

Marszczenie – używana podczas szycia technika służąca do skrócenia długości paska materiału, dzięki czemu dłuższy brzeg można przyszyć do krótszego brzegu. Jest powszechnie stosowany w odzieży do stworzenia dekoracyjnego, falbanowego efektu, na przykład gdy pełny rękaw jest przymocowany do podkroju pachy lub mankietu koszuli, lub gdy spódnica jest przymocowana do stanika. 
Podczas marszczenia równoległe rzędy fastryg są szyte wzdłuż jednej krawędzi materiału, który ma być marszczony. Nici są następnie wyciągane lub „naciągane”, dzięki czemu tkanina tworzy małe fałdy wzdłuż nici. 
Marszczenie wymagało kiedyś ręcznego fastrygowania, które było czasochłonne i nieefektywne, szczególnie w przypadku grubych tkanin. Teraz szybkim i łatwym sposobem na marszczenie jest użycie szerokiego maszynowego ściegu zygzakowego. Ani na początku, ani na końcu szwu nie wykonuje się ściegu wstecznego, zarówno górna, jak i dolna nić są pozostawione luźno. Następnie nici te są naciągane, tworząc marszczenie. 

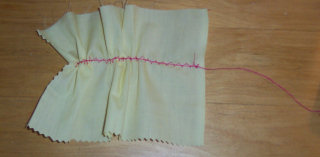
Niedokończone marszczenie wykonane na maszynie